# Qikiqtaalujjuaq
Qikiqtaalujjuaq, tidigare benämnd Glencoe Island, är en ö i Kanada.   Den ligger i territoriet Nunavut, i den östra delen av landet, 2 000 km norr om huvudstaden Ottawa. Arean är 5,9 kvadratkilometer.
Terrängen på Qikiqtaalujjuaq är platt. Öns högsta punkt är 161 meter över havet. Den sträcker sig 3,6 kilometer i nord-sydlig riktning, och 3,9 kilometer i öst-västlig riktning.